# Khuram Wa Sarbagh (huyện)
Khuram wa Sarbagh là một huyện thuộc tỉnh Samangan, Afghanistan. Dân số thời điểm năm 1999 là 35,824 người.